# The Last of Us
The Last of Us è un videogioco action-adventure del 2013, sviluppato da Naughty Dog, diretto da Neil Druckmann e Bruce Straley, pubblicato da Sony Interactive Entertainment per PlayStation 3, PlayStation 4 e PlayStation 5.
Con ben 204 premi è uno dei videogiochi più premiati ed è considerato, da gran parte della critica videoludica, uno dei migliori videogiochi di tutti i tempi.
È stato annunciato il 10 dicembre 2011 durante gli Spike Video Game Awards. Il gioco si è dimostrato il migliore durante l'Electronic Entertainment Expo 2012, aggiudicandosi 5 premi, tra cui il premio per la miglior presentazione, per il miglior gioco per console e per il miglior gioco originale.
Il gioco è uscito il 14 giugno 2013 e il 20 giugno in Giappone, sia in versione fisica che digitale (scaricabile dal PlayStation Store). È il primo titolo a poter essere giocato ancora prima del completamento del download stesso (dal 70% del completamento riuscito in poi), funzione oggi presente in tutti i videogiochi PlayStation 4.
Il 9 aprile 2014 viene annunciata sul PlayStation Blog una versione del gioco "rimasterizzata" per PlayStation 4, intitolata The Last of Us Remastered. Questa presenta texture più definite, luci e ombre migliorate, una risoluzione nativa di 1080p e un framerate di 60 fps. Contiene inoltre un documentario sulle cinematiche di gioco e tutti i contenuti scaricabili inclusi nel gioco originale, con l'aggiunta di un nuovo capitolo giocabile solo al termine dell'avventura principale. Il capitolo è intitolato The Last of Us: Left Behind. A differenza degli altri capitoli della storia, parte di questo è cronologicamente avvenuta prima degli eventi di The Last of Us. L'uscita per PlayStation 4 è avvenuta il 29 luglio 2014.
L'11 novembre 2014 viene pubblicato The Last of Us: Game of the Year Edition per PlayStation 3. Quest'edizione include le espansioni scaricabili direttamente nel disco di gioco, così come era avvenuto nella versione per PlayStation 4.
Il 2 settembre 2022 esce il remake denominato The Last of Us: Parte I, che include anche il DLC Left Behind per PlayStation 5. Il 28 marzo 2023 questa versione viene pubblicata anche per Microsoft Windows.

## Trama
Nel 2013 un'epidemia generata dal fungo Cordyceps mutato si scatena negli Stati Uniti d'America, trasformando gli esseri umani in creature aggressive. Nei sobborghi di Austin, Joel Miller sfugge al caos insieme a suo fratello Tommy e alla figlia tredicenne Sarah. Tuttavia, durante la fuga, Sarah viene colpita da un soldato e muore tra le braccia di Joel, che rimarrà inevitabilmente e profondamente segnato dall’accaduto. 
Vent'anni dopo, estate del 2033, la civiltà è stata decimata dall'infezione; i sopravvissuti risiedono in zone di quarantena sotto stretta sorveglianza, in insediamenti indipendenti o gruppi nomadi. Joel lavora come contrabbandiere insieme a Tess, sua compagna in affari, nella zona di quarantena di Boston. Durante una delle loro consegne, i due danno la caccia a Robert, un trafficante del mercato nero, che ha venduto il loro carico di armi alle Luci, una milizia ribelle che si oppone alle autorità militari. Alla scena sopraggiunge la leader delle Luci, Marlene, la quale promette di restituire loro il doppio del carico se porteranno Ellie, una ragazzina quattordicenne, al palazzo del governo fuori dalla zona di quarantena. Tuttavia dopo essersi imbattuti in una pattuglia militare, scoprono che Ellie è infetta. In casi normali, l'individuo infettato si trasforma dopo due giorni, ma la ragazza afferma di essere stata morsa tre settimane prima e che la sua immunità potrebbe portare alla creazione di un vaccino. Il trio, raggiunta la destinazione, trova i membri delle Luci che li attendevano tutti uccisi e Tess rivela di essere stata morsa durante il tragitto. Credendo nell'importanza di Ellie, la donna decide di sacrificarsi venendo uccisa dai soldati che li inseguivano, per permettere a Joel ed Ellie di fuggire. Non sapendo a chi rivolgersi, Joel decide di raggiungere nel Wyoming suo fratello Tommy, ex-membro delle Luci, nella speranza di localizzare le Luci rimaste.
Joel ed Ellie, data la distanza da percorrere, decidono di usare un'auto e, per far ciò, si recano da un contrabbandiere e meccanico di nome Bill, amico di Joel. L'uomo aiuta i due a recuperare un veicolo con la batteria ancora funzionante e il pieno di benzina, così i due possono riprendere il loro viaggio. L'avventura subisce una interruzione a causa di una imboscata di alcuni banditi, i quali tentano di uccidere Joel e Ellie e derubarli di tutti i loro averi. I due, dopo essere sopravvissuti, vengono avvicinati dai fratelli Henry e Sam, e i quattro decidono di allearsi per lasciare Kansas City, tuttavia vengono attaccati da degli infetti, i quali riescono a mordere Sam. La mattina successiva, Sam si trasforma ed Henry è costretto ad ucciderlo. Fatto ciò, in preda ai sensi di colpa, si suicida.
In autunno, Joel ed Ellie trovano finalmente Tommy a Jackson, dove l'uomo ha costruito un insediamento vicino a un impianto idroelettrico insieme alla moglie, Maria. Joel racconta al fratello del suo viaggio e dell'immunità di Ellie e decide quindi di lasciare la ragazza con Tommy cosicché possa portarla lui alle Luci, ma, dopo una discussione fra i due, Ellie dice a Joel di essere stata informata di sua figlia Sarah, così Joel cambia idea e decide di tenerla con sé. Tommy li indirizza quindi al laboratorio delle Luci nell'università del Colorado. Giunti sul posto, scoprono che le Luci si erano trasferitie nell'ospedale di Salt Lake City. I due vengono di nuovo attaccati da dei banditi e Joel rimane gravemente ferito. 
Durante l'inverno, Ellie e Joel si riparano sulle montagne. Le condizioni dell'uomo peggiorano, ma Ellie si prende cura di lui. Mentre è a caccia, la ragazza incontra David e James, due cacciatori disposti a scambiare delle medicine in loro possesso in cambio di cibo. Dopo aver seguito Ellie al suo nascondiglio, dove la ragazza riesce a somministrare le medicine a Joel, i due uomini la rapiscono con l'intenzione di portarla all'interno della banda, la quale Ellie scoprirà in seguito essere composta da cannibali. Ellie uccide James e fugge, venendo però messa all'angolo da David all'interno di un ristorante in fiamme. Nel frattempo, Joel si riprende e parte per cercare Ellie, trovandola proprio mentre, disperata, massacra David con un machete. 
In primavera, Joel ed Ellie arrivano a Salt Lake City. Ellie perde i sensi dopo essere quasi annegata in una galleria allagata ed entrambi vengono catturati da una pattuglia delle Luci. Nell'ospedale, Marlene comunica a Joel che Ellie è già stata sedata e preparata per l'intervento nella speranza di produrre un vaccino, ma Joel scopre che Ellie durante l'intervento sarebbe morta. Deciso a non lasciarla morire, Joel raggiunge la sala operatoria, uccide il chirurgo e tutta la troupe medica e prende in braccio Ellie per andarsene assieme dall'ospedale. Lì uccide anche Marlene per evitare che le Luci possano seguirli. Lungo la strada del ritorno verso Jackson, dove hanno intenzione di stabilirsi, quando Ellie si sveglia, Joel le racconta che le Luci hanno scoperto la presenza di altre "decine di persone immuni" e che ormai hanno smesso di cercare una cura, mentendole per non farla sentire in colpa.

### Left Behind
Nell'espansione Left Behind alla campagna principale vengono aggiunti due brevi episodi: un prequel su quando Ellie viene infettata e l'avventura di Ellie che cerca di salvare il ferito Joel durante l'inverno 2033.
Nel primo episodio viene mostrata Riley, la migliore amica di Ellie. Le due ragazze si incontrano di nascosto per passare del tempo insieme, in quella che potrebbe essere l'ultima notte prima della loro separazione definitiva; infatti mentre Ellie vive in un orfanotrofio gestito dall'esercito, che addestra le sue reclute, Riley ha aderito al gruppo dissidente delle Luci. Le due vengono sorprese da un'orda di infetti che le assalgono: riescono a scappare, ma non a evitare di essere morse e contagiate. Sono allora tentate a suicidarsi, ma a un certo punto Riley suggerisce all'amica di provare a combattere. Ellie riuscirà a sopravvivere, mentre, come raccontato alla fine della campagna principale, Riley morirà davanti a lei.
Il secondo episodio vede Ellie che cerca di trovare farmaci e bende per Joel in un centro commerciale abbandonato. Presto Ellie si rende conto che non è sola all'interno dell'edificio. Un gruppo di persone (che sarebbero i membri della squadra di David) è infatti lì per cercare provviste, e sono presenti anche gli infetti. La ragazza dovrà quindi fare di tutto per tornare dall'uomo senza problemi.

## Modalità di gioco
Il gioco è diviso in 12 capitoli, selezionabili dal menu iniziale per poter essere giocati singolarmente una volta completati.
Il gioco ha inizio nella zona di quarantena di Boston. Successivamente, con il proseguire del viaggio, si percorreranno varie località statunitensi, come Lincoln, Pittsburgh, Jackson, il Colorado e Salt Lake City, tutte ricreate nei loro scorci e nelle strade e adattate a una desolazione tipica delle ambientazioni post-apocalittiche.
Durante il corso della trama, nelle varie ambientazioni, Joel o Ellie possono trovare diversi tipi di armi e utilizzarli contro i nemici a seconda delle determinate circostanze. Questi ultimi si dividono in "infetti" e "umani": i primi sono stati infettati dal fungo Cordyceps e subiscono diversi mutamenti fisici e comportamentali, grazie ai quali si possono riconoscere gli stadi dell'infezione; gli ultimi, invece, si dividono in numerosi gruppi che hanno uno stile di vita a sua volta differente - tutti, però, sono ostili ai protagonisti per un motivo o per un altro. Le armi sono migliorabili e tramite dei tavoli da lavoro che si trovano in località differenti nel gioco. Più ingranaggi il giocatore avrà reperito durante il corso del gioco, maggiore sarà la possibilità di scelta del giocatore sul migliorare un tipo di arma. Il gioco permette inoltre di potenziare Joel tramite dei supplementi trovati in armadi, cassetti, ripostigli e soprattutto (in grande quantità) dentro a delle porte chiuse, apribili solo con un coltello completo. Esiste poi l'opzione, ma solo avendo i materiali necessari, di fabbricare armi corpo a corpo quali: bombe, medikit, molotov e bombe fumogene.
È possibile salvare i progressi della partita in qualsiasi momento e potenziare una o più abilità, a seconda di quanti integratori si reperiscono durante il viaggio verso la base delle Luci.
Il giocatore può scegliere liberamente la difficoltà di gioco - che va da: Facile a: Realismo - a seconda della quale sarà più o meno agevolato nell'approccio all'esplorazione e al combattimento.

## Personaggi

Joel ed Ellie in una scena del gioco

- Joel: il protagonista maschile del gioco. È un sopravvissuto di circa 50 anni, che lavora come contrabbandiere a Boston, con Tess. È interpretato da Troy Baker e doppiato, in italiano, da Lorenzo Scattorin.

- Ellie: la protagonista femminile del gioco. È una ragazzina di 14 anni molto sveglia ma troppo giovane per conoscere il mondo come era un tempo. È sopravvissuta a un morso da parte di un infetto e per questo le Luci vogliono studiarla per creare un vaccino che salvi l'umanità. Nonostante la sua giovane età, Ellie è una ragazza tenace e leale. È interpretata da Ashley Johnson e doppiata, in italiano, da Gea Riva.

- Tess: una vendicatrice nel mercato nero, amica e collega di Joel. Durante la missione richiesta da Marlene, verrà morsa da un infetto e farà da esca per far guadagnare tempo a Joel ed Ellie, prima dell'imminente arrivo dei militari; questo la porterà alla morte. È interpretata da Annie Wersching e doppiata, in italiano, da Beatrice Caggiula

- Marlene: il capo delle Luci che affida Ellie a Joel e Tess, per portarla fuori dalla zona di quarantena. È interpretata da Merle Dandridge e doppiata, in italiano, da Stefania De Peppe.[18]

- Bill: una vecchia conoscenza di Joel e Tess che vive in una piccola cittadina a nord di Boston. È interpretato da W. Earl Brown e doppiato, in italiano, da Claudio Moneta.

- David: il leader di un gruppo di cacciatori cannibali. Incontra Ellie durante una battuta di caccia e si rivela, ben presto, malvagio e senza scrupoli. È interpretato da Nolan North e doppiato, in italiano, da Luca Sandri.

- Robert: un contrabbandiere di Boston. Viene ucciso da Tess per aver venduto le armi dei due contrabbandieri ai membri delle Luci. Interpretato da Robin Atkin Downes e doppiato in italiano da Luca Ghignone.

- James: È un amico di David. Viene ucciso da Ellie con una mannaia mentre cerca di affettarla. È interpretato da Reuben Langdon e doppiato in italiano da Maurizio Merluzzo.

- Sarah: la figlia di Joel. Viene uccisa da un militare con un proiettile di mitra al petto - alla fine del prologo. È interpretata da Hana Hayes e doppiata in italiano da Deborah Morese.

- Tommy: fratello di Joel e zio di Sarah. Compare nel prologo. Era amico di Marlene e, a sua detta, un ex membro delle Luci. Vive in un accampamento vicino a una centrale idroelettrica. È interpretato da Jeffrey Pierce e in italiano è doppiato da Gabriele Marchingiglio.

- Henry: ragazzo afroamericano. Aiuterà Joel ed Ellie nel loro viaggio verso la base delle Luci alla quale anche lui vuole arrivare. Tuttavia, si suicida dopo aver ucciso suo fratello Sam, dopo che si era trasformato in un runner, a seguito di un morso. È interpretato da Brandon Scott e doppiato in italiano da Davide Albano.

- Sam: il fratello tredicenne di Henry. Viene ucciso dopo la trasformazione in un runner. È interpretato da Nadji Jeter e doppiato in italiano da Stefano Pozzi.[19]

## Sviluppo
L'idea per The Last of Us nacque durante una puntata della serie BBC Planet Earth, che mostrava una formica infettata da un Cordyceps: il fungo le infetta il cervello producendo escrescenze da esso. Il concetto che tale fungo potesse infettare anche gli esseri umani fu l'idea iniziale del gioco. Maggiori ispirazioni artistiche derivano dai film Non è un paese per vecchi e The Road, dal fumetto The Walking Dead, dal romanzo storico La città dei ladri, da quello del 1954 di Richard Matheson, Io sono leggenda, e dai film tratti da quest'ultimo.
Nonostante l'epidemia del fungo faccia da sfondo per buona parte dell'avventura, non si tratta di un comune "gioco di zombie", quanto più di "una storia d'amore con un rapporto simile a quello che intercorre tra padre e figlia", influenzato in parte da quello tra Nathan Drake e Victor Sullivan, suo mentore e padre adottivo, visto nella serie: Uncharted - dello stesso studio.
Quando venne mostrato al pubblico il primo trailer di Dead Island, il team era preoccupato per il fatto che i due giochi potessero risultare simili negli intenti, mettendo entrambi in mostra il lato umano o emotivo delle persone durante eventi apocalittici. Con la pubblicazione, però, il team si rese conto che il gameplay del gioco finale era in realtà ben distante da quanto mostrato nel trailer, nonostante lo stesso direttore creativo Neil Druckmann fosse convinto invece che il trailer di The Last of Us rappresentasse bene ciò a cui stava lavorando. Quest'ultimo dichiarò inoltre il suo desiderio di ispirare altri sviluppatori di videogiochi a curare maggiormente la storia dietro il gameplay, ritenendo che nella maggior parte dei casi le trame videoludiche non siano curate quanto dovrebbero.
Il primo gameplay vero e proprio del gioco è stato mostrato durante l'E3 del 2012, occasione in cui la casa di sviluppo ha mostrato al pubblico una lunga sessione che chiariva le meccaniche e mostrava l'elevata intelligenza artificiale di nemici e alleati.
Il gioco gira a risoluzione 720p 30 fps su PS3, mentre su PS4 fino a 1080p 60 fps 

## Accoglienza
Dopo circa un mese dall'uscita del videogioco, il titolo ha venduto 3,4 milioni di copie in tutto il mondo, risultando il titolo PS3 più acquistato del 2013. Inoltre è riuscito a restare primo nelle classifiche internazionali per tutto il mese di giugno e a restare nella top 10 fino a ottobre, garantendo un enorme successo e delle ottime vendite. Il titolo ha venduto 17 milioni di copie in tutto il mondo al giugno 2018.
Nel 2021 il cantautore italiano Roberto Tardito ha dedicato al gioco il brano La mia ultima canzone d'amore per Ellie.

### Critica
| Testata                          | Versione | Giudizio |
| -------------------------------- | -------- | -------- |
| Edge                             | PS3      | 10/10    |
| Eurogamer                        | PS3      | 10/10    |
| Game Informer                    | PS3      | 10/10    |
| GameSpot                         | PS3      | 8/10     |
| GamesRadar                       | PS3      | [ 27 ]   |
| IGN                              | PS3      | 10/10    |
| Destructoid                      | PS3      | 10/10    |
| Polygon                          | PS3      | 7.5/10   |
| Push Square                      | PS3      | 10/10    |
| Everyeye.it                      | PS3      | 10/10    |
| Multiplayer.it                   | PS3      | 9.7/10   |
| Metacritic (media al 09-05-2020) | PS4      | 95/100   |

Le recensioni per The Last of Us sono state tutte molto positive e ha ricevuto il massimo dei voti dalla maggior parte delle recensioni, venendo catalogato come "il capolavoro di un'intera generazione di console" e venendo premiato soprattutto per la grafica fotorealistica, il gameplay a metà tra survival e action e la storia mozzafiato. Critica specializzata e giocatori hanno accolto molto bene il titolo, il quale ha ottenuto il premio come "Gioco dell'Anno" oltre 200 volte. Inoltre, ha ricevuto svariati riconoscimenti in diversi eventi videoludici importanti quali i BAFTA Game Awards (vincendo 4 premi, tra cui Best Game), i VGX (vincendo 4 premi, tra cui Best PlayStation Game), i DICE Awards (vincendo 10 premi, tra cui Game of the Year), i Golden Joystick Awards (vincendo 3 premi, tra cui Studio of the Year), il Drago d'Oro (vincendo 4 premi, tra cui Videogioco dell'Anno), i Game Developers Choice Awards (vincendo 3 premi, tra cui Game of the Year) e gli Annie Awards (vincendo il premio Best Animated Video Game). Anche la Writers Guild of America lo ha premiato, per "gli straordinari risultati in termini di narrazione videoludica". Nel 2020, i BAFTA Game Awards lo eleggono come miglior gioco uscito negli ultimi dodici anni.

## Colonna sonora
La colonna sonora è stata realizzata dal compositore argentino Gustavo Santaolalla. Il team di sviluppo ha dichiarato di volersi concentrare sull'emozione piuttosto che sull'orrore, almeno per quanto riguarda le musiche. I brani orchestrali sono stati eseguiti agli Ocean Way Studios a Nashville dalla Nashville Scoring Orchestra, mentre la maggior parte della strumentazione delle altre tracce è stata eseguita da Santaolalla stesso. La colonna sonora è stata pubblicata su iTunes il 7 giugno 2013.
Nella scena in macchina, Ellie inserisce nell'autoradio una cassetta di Hank Williams, ascoltando le canzoni I'll Never Get Out of This World Alive e Alone and Forsaken.

## Edizioni limitate
Per l'Europa sono disponibili la "Ellie Edition" e la "Joel Edition" con i seguenti contenuti: un mini artbook, il primo numero di American Dreams, un poster, una skin per il DualShock 3, un costume per LittleBigPlanet, 30 giorni di sottoscrizione al PlayStation Plus e il download digitale del Sights & Sounds Pack e del Survival Pack.
Per il Nord America sono invece disponibili la "Survival Edition" e la "Post-Pandemic Edition".
La prima contiene un artbook di oltre 170 pagine con copertina rigida realizzato da Dark Horse Comics, cover in metallo per il gioco, il primo numero di American Dreams, download digitale del Sights & Sounds Pack, un adesivo di Naughty Dog.
La seconda include una statuetta alta 30 cm realizzata da Project Triforce, cover in metallo per il gioco, il primo numero di American Dreams, download digitale del Sights & Sounds Pack e del Survival Pack e un adesivo di Naughty Dog.

### Contenuti scaricabili
A seconda delle edizioni limitate, Naughty Dog ha distribuito diversi contenuti scaricabili e novità riguardanti il gioco.
Nel maggio 2013 annunciò la pubblicazione di tre diversi DLC - due per il multigiocatore e uno per il giocatore singolo. Annunciò, inoltre, il "Pass stagionale", pacchetto con cui sarebbe stato possibile avere tutti e tre i contenuti scaricabili a un prezzo ridotto.
- Il primo contenuto scaricabile Territori abbandonati, è stato pubblicato il 15 ottobre 2013 e aggiunge 4 nuove mappe alla modalità multigiocatore.
- Il secondo, composto da 4 pacchetti, ha aggiunto 26 nuovi cappelli (6 per pacchetto) indossabili dal proprio personaggio nella modalità – tali pacchetti sono validi solo per la modalità multigiocatore.
- Il terzo è stato Left Behind: l'unico DLC pubblicato per la modalità giocatore singolo.

Nell'aprile 2014 è stato annunciato un quarto e ultimo DLC per The Last of Us, chiamato Territori riscattati – e pubblicato sul PlayStation Network nel maggio seguente. Contiene 4 nuove armi, 4 mappe e 8 abilità per la modalità multigiocatore, con l'aggiunta di un nuovo livello di difficoltà per la modalità giocatore singolo: "Modalità Realismo".
Nel dettaglio per il DLC "Left Behind", che è stato annunciato al PlayStation 4 Launch Event del 14 novembre 2013, come il primo contenuto aggiuntivo dedicato per la modalità a giocatore singolo, la cui uscita è avvenuta il 14 febbraio 2014. Si tratta di un prequel in cui il giocatore impersona Ellie prima degli eventi del gioco, accompagnata dalla sua amica: Riley Abel (interpretata da Yaani King). Si prenderà il controllo di Ellie anche durante i momenti in cui cerca il materiale necessario per curare la ferita di Joel dopo il loro scontro con i cacciatori all'Università (non mostrati nel gioco principale), alternando i momenti di gameplay – che rimandano al gioco principale – a momenti di pura esplorazione e svago con Riley – che, tuttavia, verrà interrotta nell'ultimo capitolo. Come il gioco principale, anche Left Behind ha ricevuto il plauso della critica internazionale, ricevendo, principalmente, voti tra l'8 e il 10. La colonna sonora (The Last of Us: Volume 2), della durata di un'ora, è nuovamente affidata a Gustavo Santaolalla.

## Opere correlate

### The Last of Us: Il sogno americano
Il 12 ottobre 2012, durante il New York Comic Con la Dark Horse Comics e Naughty Dog hanno annunciato The Last of Us: Il sogno americano (pubblicato in Italia da Editoriale Cosmo), un prequel a fumetti in quattro volumi incentrato sull'infanzia di Ellie, prima dell'incontro con Joel, e della sua amica Riley. La serie è una collaborazione tra il direttore creativo di Naughty Dog Neil Druckmann, l'artista e autrice Faith Erin Hicks, e la colorista Christina Strain. È stato pubblicato il 3 aprile 2013.

### Adattamento seriale
A marzo 2020 è stata annunciata una serie tv riguardanteThe Last of Us. La sua distribuzione sarà affidata a HBO. La produzione sarà diretta da Craig Mazin, creatore della miniserie televisiva di successo Chernobyl, in collaborazione con Neil Druckmann direttore creativo del videogioco. Della colonna sonora si occuperà Gustavo Santaolalla, già compositore della colonna sonora del primo e del secondo capitolo. La serie tv è stata ordinata da HBO a novembre 2020. A febbraio 2021 viene annunciato che Pedro Pascal e Bella Ramsey saranno rispettivamente Joel ed Ellie, Gabriel Luna sarà Tommy, il fratello di Joel, Merle Dandridge sarà Marlene e Nico Parker riprenderà il ruolo di Sarah, figlia di Joel. Il 2 luglio 2021, con una foto pubblicata su Instagram da Gabriel Luna insieme a Pedro Pascal e Nico Parker, viene confermato l'inizio delle riprese.

## Sequel
Nel febbraio 2014, Druckmann disse che Naughty Dog stava prendendo in considerazione un sequel, ma aveva bisogno di trovare una storia "che valga davvero la pena raccontare, e che non si ripeta da sola". Nel settembre 2015, Druckmann dichiarò che una piccola squadra aveva iniziato a costruire prototipi, ma spostò lo sviluppo su Uncharted 4: Fine di un ladro, pubblicato a maggio 2016.
Sony ha annunciato The Last of Us Parte II all'evento PlayStation Experience del 3 dicembre 2016. La storia si svolge circa cinque anni dopo il primo gioco e i protagonisti sono ancora Ellie e Joel, anche se stavolta il giocatore non controllerà più Joel. Santaolalla è tornato per comporre la musica, e Druckmann si è occupato di scrivere la storia insieme a Halley Gross. Straley non si è occupato della direzione del gioco. È uscito il 19 giugno 2020.

## Remake
Il 9 giugno 2022 al Summer Game Fest viene annunciato un remake del titolo, riproposto con titolo, motore grafico e gameplay aggiornati. Il gioco è uscito il 2 settembre 2022 per console PlayStation 5 e il 28 marzo 2023 è uscita anche la versione per PC.